# 15026 Davidscott
15026 Davidscott eller 1998 TR34 är en asteroid i huvudbältet som upptäcktes den 14 oktober 1998 av LONEOS vid Anderson Mesa Station. Den är uppkallad efter David Holcomb Scott.
Asteroiden har en diameter på ungefär 5 kilometer och den tillhör asteroidgruppen Astraea.